# フェイク (映画)
『フェイク』（原題：Donnie Brasco）は、1997年に制作されたアメリカ映画。マフィアのボナンノ一家に“ドニー・ブラスコ”の変名で6年間潜入し、彼らの大量摘発に貢献した連邦捜査局（FBI）の特別捜査官、ジョー・ピストーネの実録手記、"Donnie Brasco: My Undercover Life in the Mafia"に基づく。

## ストーリー
FBI潜入捜査官ジョー・ピストーネは、かねてから連邦捜査局よりマークされていたマフィアの一員である“レフティー”ベンジャミン・ルッジェーロとの接触の機会をついに得る。
宝飾品鑑定の腕をレフティーに見込まれた事をきっかけに、ジョーは“ドニー・ブラスコ”と偽名を名乗り身分秘匿捜査に入り、レフティーはもとより、その取り巻きたるグループとも親密な関係を築き始める。彼らとマフィアの一員として活動する中で、末端から組織の中核に至るまでの全容を解明しつつ、潜入捜査は淡々と成果を挙げていく。連邦捜査局のバックアップにより、ジョーはグループ内で功績を示し始める。
そして、それまで自分のボスとしてきたレフティーを差し置いて存在感を放つようになり、身内のグループ抗争に勝利して新鋭の勢いを手にし始め、グループのリーダーであるソニー・ブラックにもその手腕を見込まれるまでになってゆく。数々の行動を共にし、私情を持つまでの交友を築いてしまったレフティーに対し、ジョーは潜入捜査官という真実と一人のマフィアという偽りの狭間で苦悩するようになる。
そして、運命の時が訪れる。

## 登場人物
“レフティー”ベンジャミン・ルッジェーロ
演 - アル・パチーノ
マフィアの一員。悪党だが根は善良。妻と息子がいる。ドニーを気に入り弟分にする。
ジョー・ピストーネ / ドニー・ブラスコ
演 - ジョニー・デップ
FBI潜入捜査官。宝石鑑定師としてドニー・ブラスコと名乗り、マフィアに潜入する。妻子がいるが仕事からすれ違いが続いている。FBIとマフィアの板挟み、先述の家族との不和から度を越したストレスに苛まれている。
“ソニー・ブラック”ドミニク・ナポリターノ
演 - マイケル・マドセン
グルーブの一員。大ボスが暗殺されたことで後にボスに昇格する。
マギー・ピストーネ
演 - アン・ヘッシュ
ジョーの妻。三人の娘がいる。
“リッチー”リチャード・ガッツォ
演 - ロッコ・シスト
潜入捜査官。ナイトクラブの経営者として動いている。
“ソニー・レッド”アルフォンゼ・インデリカート
演 - ロバート・ミアノ
リトル・イタリーを仕切る。
“ブルーノ”アンソニー・インデリカート
演 - ブライアン・タランティーナ
ソニー・レッドの息子。

## キャスト
| 役名                                         | 俳優                       | 日本語吹替                                                     | 日本語吹替                                                       |
| 役名                                         | 俳優                       | 旧ソフト版 （劇場公開版）                                      | 新ソフト版 （エクステンデッド版）                                |
| -------------------------------------------- | -------------------------- | -------------------------------------------------------------- | ---------------------------------------------------------------- |
| “レフティー”ベンジャミン・ルッジェーロ       | アル・パチーノ             | 野沢那智                                                       | 野沢那智                                                         |
| ジョー・ピストーネ / ドニー・ブラスコ        | ジョニー・デップ           | 平田広明                                                       | 平田広明                                                         |
| “ソニー・ブラック”ドミニク・ナポリターノ     | マイケル・マドセン         | 大塚明夫                                                       | 大塚明夫                                                         |
| ニッキー・サントラ                           | ブルーノ・カービー         | 相沢正輝                                                       | 駒谷昌男                                                         |
| マギー・ピストーネ                           | アン・ヘッシュ             | 日野由利加                                                     | 斎藤恵理                                                         |
| ポーリー・セルザーニ                         | ジェームズ・ルッソ         | 松本大                                                         | 古宮吾一                                                         |
| ティム・カーリー                             | ジェリコ・イヴァネク       | 目黒光祐                                                       | 目黒光祐                                                         |
| ディーン・ブランドフォード                   | ジェリー・ベッカー         | 伊井篤史                                                       | 伊井篤史                                                         |
| “ソニー・レッド”アルフォンゼ・インデリカート | ロバート・ミアノ           | 石井隆夫                                                       | 石井隆夫                                                         |
| “ブルーノ”アンソニー・インデリカート         | ブライアン・タランティーナ | 中博史                                                         | 中博史                                                           |
| “リッチー”リチャード・ガッツォ               | ロッコ・シスト             | 喜多川拓郎                                                     | 牛山茂                                                           |
| その他声の出演                               | その他声の出演             | 品川徹 寺内よりえ 岡本章子 高瀬右光 中田雅之 山川亜弥 児玉孝子 | 星野貴紀 小幡あけみ 外村晶子 一馬芳和 竹内良太 小橋知子 笹森亜希 |
| 日本語版制作スタッフ                         |                            |                                                                |                                                                  |
| 演出                                         | 演出                       | 春日一伸                                                       | 春日一伸                                                         |
| 翻訳                                         | 翻訳                       | 久保喜昭                                                       | 久保喜昭 中村久世                                                |
| 調整                                         | 調整                       | 菊池悟史                                                       |                                                                  |
| 担当                                         | 担当                       | 吉富孝明                                                       |                                                                  |
| 制作                                         | 制作                       | ニュージャパンフィルム                                         | ACクリエイト                                                     |

なお、後にボスとなるジョゼフ・"ビッグ・ジョーイ"・マッシーノ、アンソニー・ミラ（ナポリターノらと共に粛清）などの当時ブラスコと親交があった幹部たちの一部が割愛されている。また、存命人物については一部変名となっているものもある。

## 実際の関係者のその後
- レフティ（ベンジャミン・ルッジェーロ）は、劇上のラストシーンでは仲間によって処刑されたかのように描かれていたが、実際には1994年に刑務所内で病死している。ドニー・ブラスコを潜入させた罰として粛清されたのは、ソニー・ブラック(ドミニク・ナポリターノ）であり、彼が最後に残した言葉がレフティーの劇中科白に取り入れられている。
- ピストーネには当初マフィアのコミッションから$500,000の懸賞金がかかっていたが、ボナンノ一家やガンビーノ一家からの情報によると、その後、取り下げられたようである。
- ピストーネは証人保護プログラムの適用を受け変名、変装して身を潜めているが、ジョゼフ・ボナンノの息子サルヴァトーレ・ボナンノ（ゴッドファーザーのコルレオーネ親子のモデルだと自称している)と共著のマフィア小説「グッドガイ」（The Good Guys）を出版したり、マフィア映画をプロデュースしたり、各国警察の組織犯罪対策のコンサルタントなどをしている。

## 視聴媒体
DVD黎明期にポニーキャニオンから劇場公開版を収録したDVDが発売された。その後長らくの絶版状態の後にソニー・ピクチャーズから劇場公開版より長尺の「フェイク エクステンデッド・エディション」（DVD・BD）が2007年5月23日に発売された。内容の変更に伴い日本語吹替音声は全編ドルビーデジタル5.1chサラウンドで新録音されている。